# Espacio (puntuación)
Un espacio es un carácter representado por un espacio en blanco cuyo objetivo es separar las letras o palabras de una misma línea de un texto,facilitando la identificación de las letras o palabras y evitando confusiones. Se representa convencionalmente por ' ' y se escribe en una computadora al pulsar la barra espaciadora en un teclado. Las reglas sobre el uso de este carácter varían según el idioma.

## Usos
Su función principal es separar palabras. También se escribe tras otros signos de puntuación:
- punto
- punto y coma
- dos puntos
- puntos suspensivos
- coma
- comillas
- paréntesis de cierre
- corchete de cierre, si no va seguido de un paréntesis de apertura
- llave de cierre, si no va seguida de un corchete o paréntesis de apertura

y antes de los siguientes signos de puntuación:
- paréntesis de apertura, si no va precedido por unas llaves o corchetes de apertura
- corchete de apertura, si no va precedido por llaves de apertura
- llave de apertura

Se considera incorrecto el uso del espacio después de los paréntesis, corchetes o llaves de apertura. Así como el uso del espacio tras los paréntesis, corchetes o llaves de cierre si a continuación va otro signo de puntuación, como punto, coma o punto y coma.

## Código en computadoras
Unicode define diversas variantes de un carácter de espacio en blanco, con diversas propiedades; las variantes más comunes son:
- U+0020   Espacio
- U+00A0   Espacio duro
- U+2002   Espacio en
- U+2003   Espacio eme

En las URLs, los espacios son codificados en porcentajes con la representación ASCII/UTF-8 %20.

## Tipos de espacios
- Espacio de figura
- Espacio duro
- Espacio fino
- Espacio visible
- Espacio de ancho cero